# القلعة (المحويت)

تعديل مصدري - تعديل

القلعة هي إحدى قرى عزلة ثامر بمديرية المحويت التابعة لمحافظة المحويت، بلغ تعداد سكانها 97 نسمة حسب تعداد اليمن لعام 2004.